# Parahormetica
Parahormetica es un género de insectos blatodeos (cucarachas) de la familia Blaberidae, subfamilia Blaberinae.

## Taxonomía
Este género fue clasificado por Henri Louis Frédéric de Saussure en 1864 bajo la denominación Brachycola, incluyendo una única especie, Brachycolla bilobata. Sin embargo esta denominación coincidía por la dada previamente por Jean Guillaume Audinet-Serville en 1839 al género Hormetica.
Cinco especies pertenecen a este género:
- Parahormetica bilobata (Saussure, 1864)
- Parahormetica cicatricosa Saussure, 1869
- Parahormetica hylaeceps Miranda Ribeiro, 1936
- Parahormetica monticollis (Burmeister, 1838)
- Parahormetica punctata Saussure, 1873

## Distribución geográfica
Las especies de este género se pueden encontrar en Argentina y Brasil.